# Lenti
Lenti (chorvatsky Lentiba) je okresní město v župě Zala v západním Maďarsku. V lednu 2014 zde žilo 7908 obyvatel.
Rozloha města je 73,8 km².

## Poloha
Toto město leží v západním Maďarsku. Je vzdáleno od župního města Zalaegerszegu zhruba 44 km. Od hranice se Slovinskem je vzdáleno pouze 10 km, ale k západnímu okraji Balatonu je to přibližně 65 km.
Středem města prochází hlavní silnice č. 75 vedoucí od Balatonu na hranici se Slovinskem. Ve městě je také železniční stanice na trati vedoucí z obce Rédics do župního města Zalaegerszegu. Podél města na východní straně protéká od severu k jihu říčka Kerka. Nadmořská výška města je zhruba 165–170 m.
Kromě centrálního města připadají k Lenti ještě šest dalších vesnic: Bárszentmihályfa, Lentihegy, Lentikápolna, Lentiszombathely, Máhomfa a  Mumor.

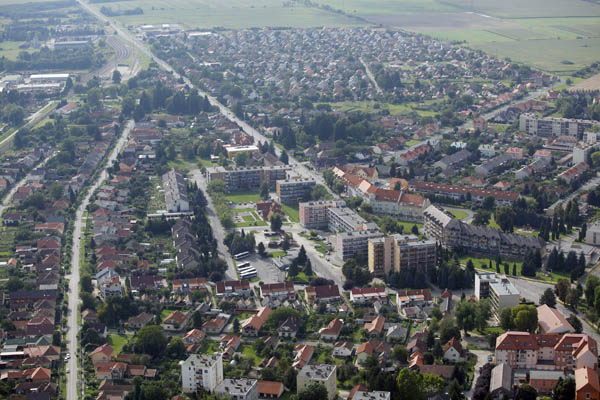
Střed města Lenti

## Historie
První písemná zmínka o městě je z roku 1237. Obec měla tehdy název Nempthy (Németi), což naznačuje na přítomnost německých osadníků. Ve středověku byl ve městě postaven opevněný hrad, který byl chráněn rybníky a bažinatým okolím říčky Kerka. V 18. století po skončení tureckých výbojů však postupně ztrácel svůj význam. V roce 1890 byla postavena železniční trať ze Zalaegerszegu přes Lenti do Čakovce v Chorvatsku. Trať měla velký ekonomický přínos pro město.
V roce 1970 byly objeveny horké prameny a již v roce 1978 byly uvedeny do užívání termální lázně. To způsobilo oživení ekonomiky města v důsledku přílivu turistů, hlavně z Německa a z Rakouska.

## Partnerská města

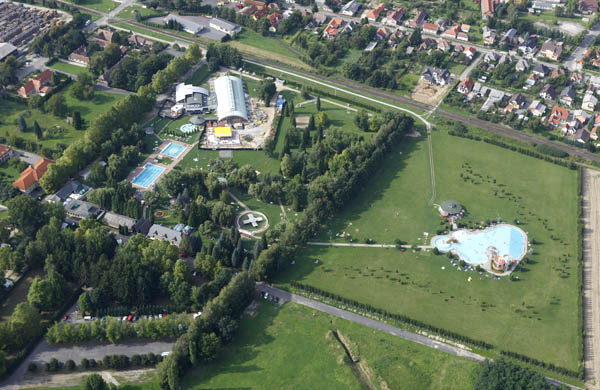
Termální lázně v Lenti

- Bad Radkersburg, Rakousko
- Lendava, Slovinsko
- Mursko Središće, Chorvatsko

## Zajímavosti města
Římskokatolický kostel svatého archanděla Michaela, byl postaven na konci 17. století.
Hrad, přestavěný na sýpku, v barokním stylu z 18. století, v blízkosti řeky Kerky.